# Escudo de Chimbote
El escudo de Chimbote fue aprobado por el Concejo Provincial del Santa el 7 de octubre de 1966.

## Simbolismo
El significado del escudo, conforme consta en acta aprobada en sesión extraordinaria del Concejo Provincial del Santa el 7 de octubre de 1966, dice lo siguiente : 

"El escudo de Chimbote consiste en dos peces estilizados, según una antigua representación del arte mochica, de color dorado y azul que representa la riqueza ictiológica en la ciudad de la cual es una de sus característica principales. Los dos peces sostienen una media luna de color negra, que representa en su forma a la máxima divinidad mochica y en su color a la riqueza mineral que en Chimbote se industrializa. La luna está puesta sobre una banda ondeada vertical de color azul que representa el río Santa, acompañado a cada lado por dos tallos de totora de color verde, significando así el valle fertilizado por el río. La composición general, así como la forma que se ha puesto la inscripción CHIMBOTE, dan una idea de elevación que simboliza el progreso asombroso de Chimbote y la provincia del Santa de la que es su capital".

## Historia
El escudo fue elegido mediante un concurso realizado el 7 de octubre de 1966, cuando era alcalde provincial Guillermo Balcázar Rioja. 
En una síntesis de "Historia de Chimbote " de Enrique Olivera Arroyo, aparece como creadora del escudo Carmela Elvira Flores Cesar.
- Datos: Q5837939